# Église Saint-Martin de Gardegan-et-Tourtirac
Pour les articles homonymes, voir Église Saint-Martin.
L'église Saint-Martin est une église catholique située dans la commune de Gardegan-et-Tourtirac, dans le département de la Gironde, en France.

## Localisation
L'église se trouve dans le bourg de Gardegan, sur une route vicinale entre les routes départementales D119 et D123.

## Description et historique
L'église est du type romane de Charente.
La façade comporte un portail formé par quatre arcades à voussures nues s’appuyant sur des colonnettes à chapiteaux, couronné d'une rangée d'arcatures en applique.
Les chapiteaux sud sont ornés d’animaux. Le portail est surmonté d’un étage à cinq arcades de plein cintre, et d’une corniche supportée par des modillons à figures grotesques.
Le chevet est un mur droit percé d’une fenêtre en ogive.
La nef unique est voûtée en berceau sur arcs doubleaux. La voûte est en arc brisé, l'arc triomphal est en plein cintre.
Des chapiteaux historiés ornent le chœur.
Le clocher carré s'élève sur la travée précédant le chœur. Il a été reconstruit au XVIIe siècle et abrite une cloche datée de 1741.
L'église est inscrite au titre des monuments historiques par arrêté du 21 novembre 1925.

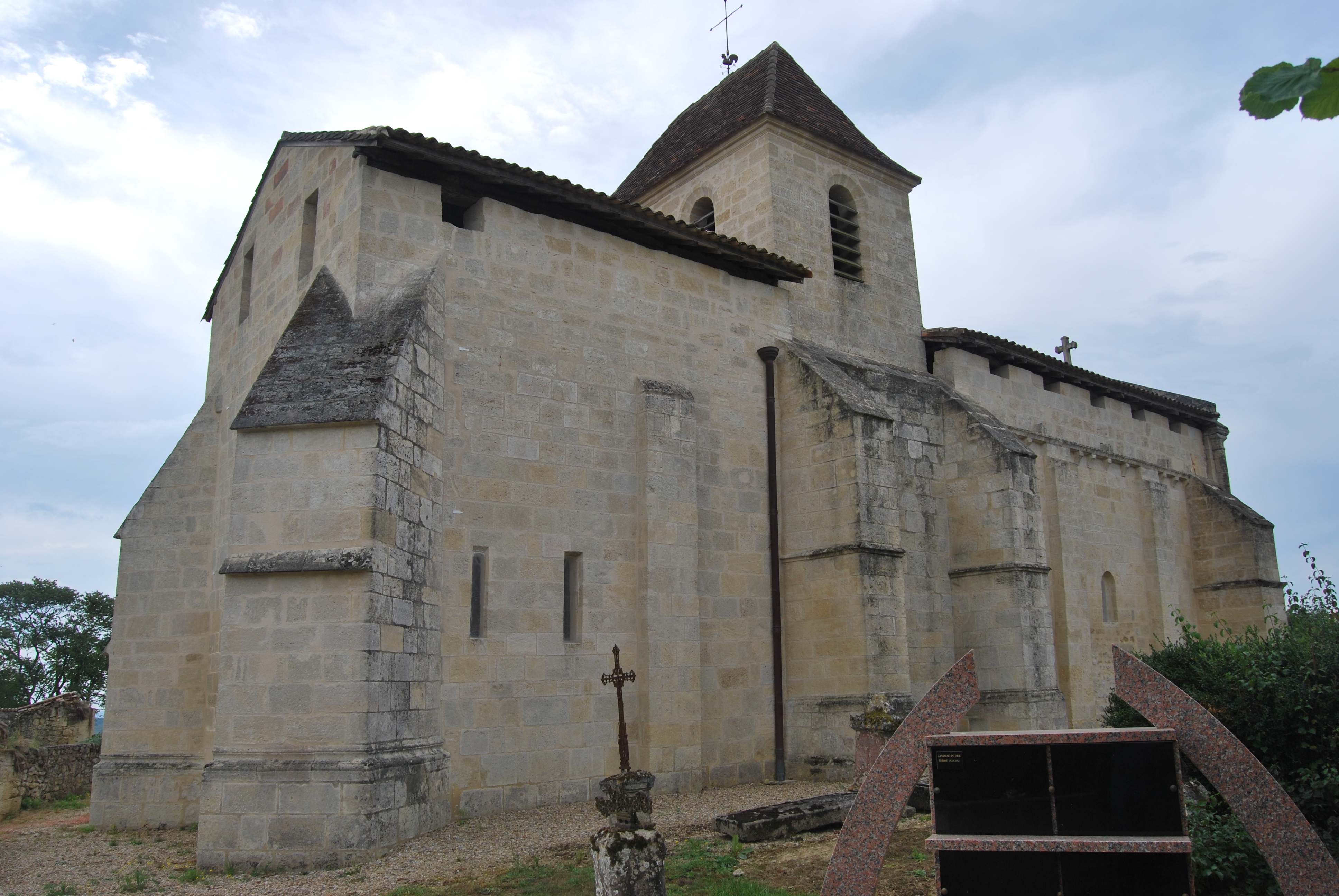
Façade Sud
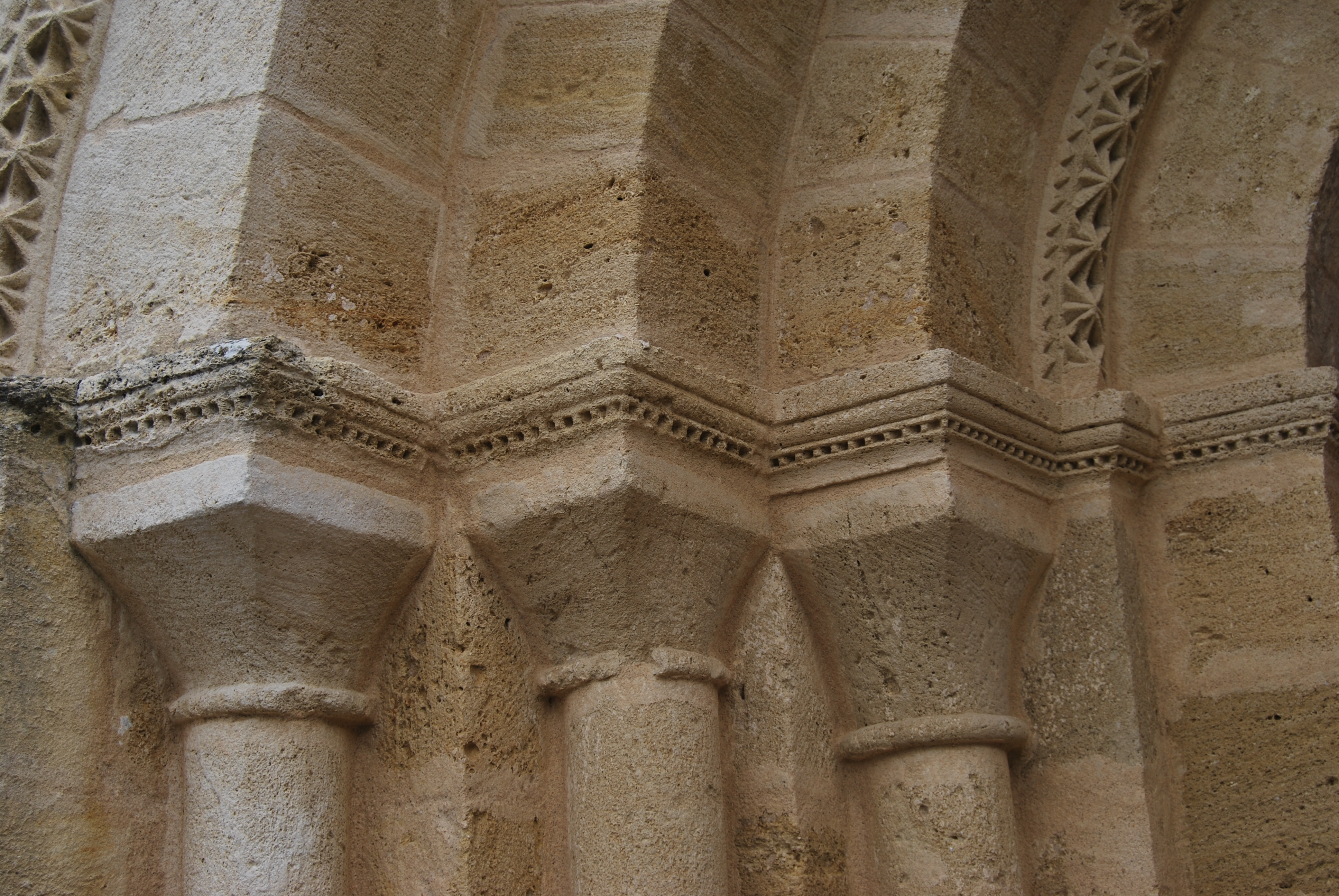
Chapiteaux Nord
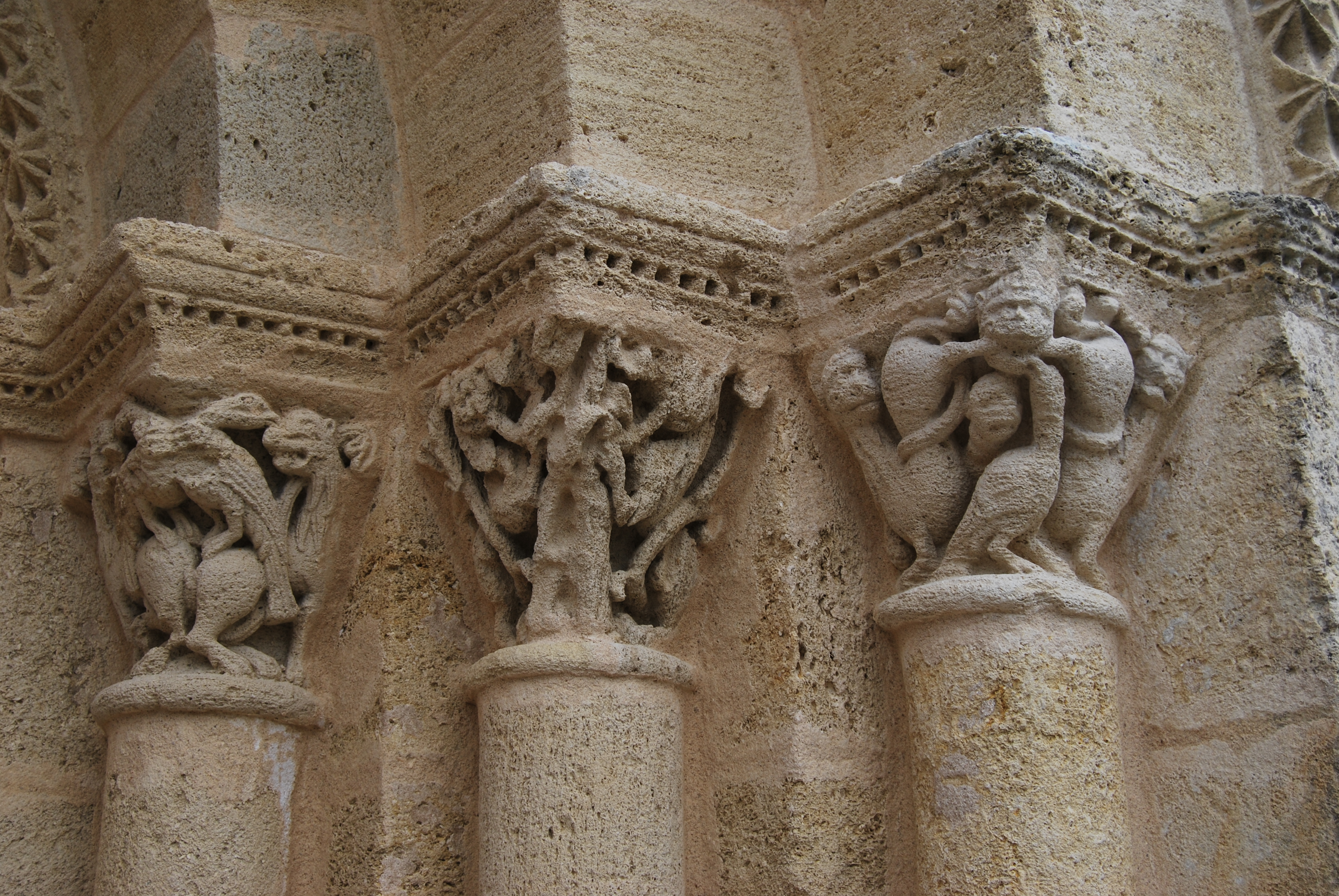
Chapiteaux Sud
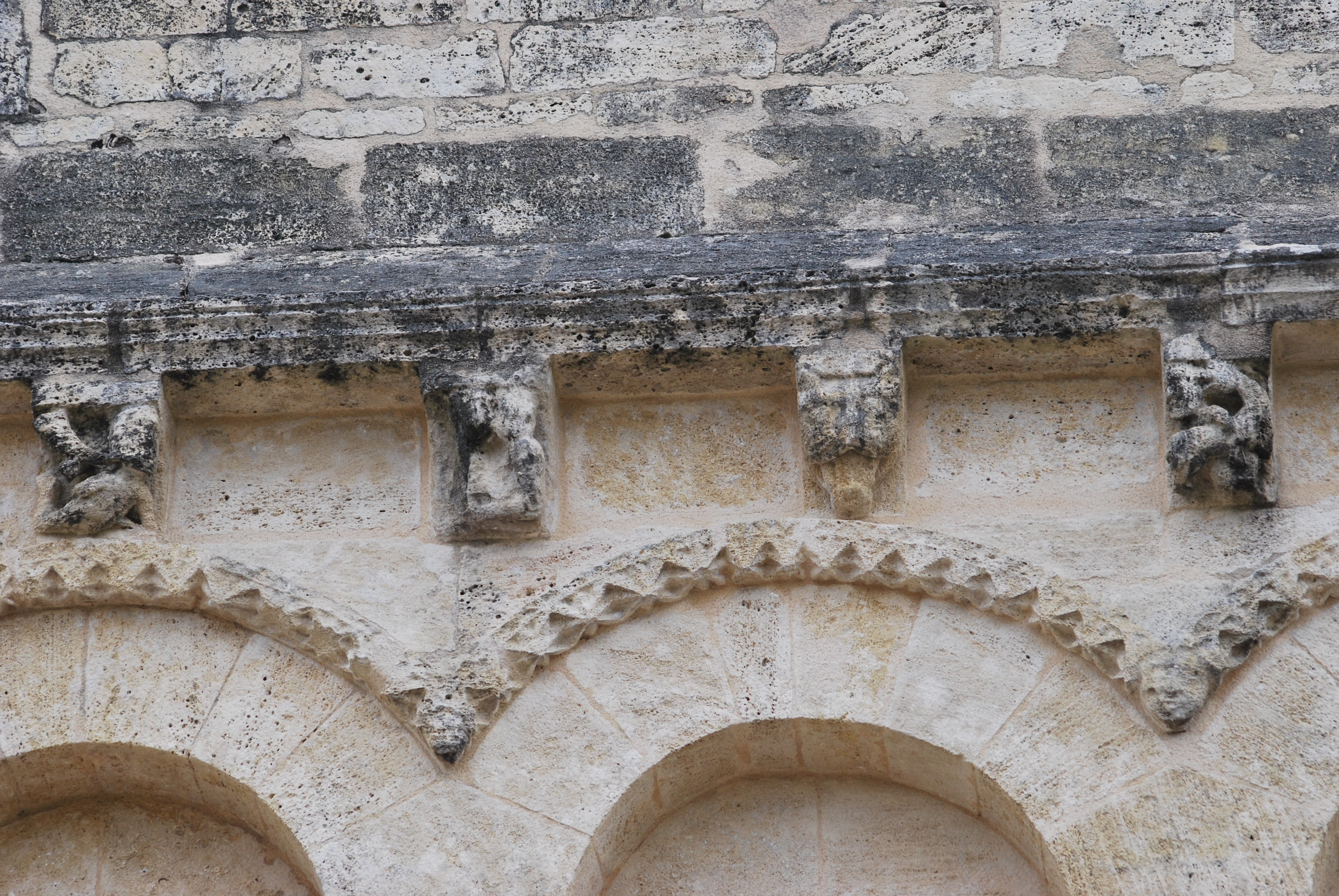
Modillons de la corniche

|  |